# 재비
재비는 대한민국의 국악 그룹이다. 2012년 EP 《재비모리》로 정식 데뷔했다.

## 음반
- 재비모리 (2012)
- 재비 일집 : 광대가 (2016)
- 재비 이집 : 뜬다! (2020)

## 수상
- 21C 한국음악 프로젝트 대상 (2011)
- 제2회 대한민국 대학국악제 동상 (2010)